# George Abbott
Pour les articles homonymes, voir Abbott.
Ne doit pas être confondu avec George Abbot.
George Abbott est un scénariste, réalisateur, producteur, dramaturge et acteur américain né le 25 juin 1887 à Forestville, dans l'État de New York, et mort le 31 janvier 1995 à Miami Beach (Floride).

## Biographie

### Parcours scolaire
George Abbott est né à Forestville, dans l'État de New York, près de la ville de Salamanca, dont son père sera deux fois maire. En 1898, sa famille déménage à Cheyenne (Wyoming), où il entre à l'Académie militaire de Kearney. Quelques années plus tard, sa famille retourne à New York. Le jeune George y passe l'équivalent du bac en 1907, au lycée de Hamburg (État de New York). Quatre ans plus tard, il obtient un Bachelor d'Arts (équivalent à une licence d'art en France) à l'université de Rochester et signe sa première pièce Perfectly Harmless pour le club de dramaturgie de l'université.
Abbott s'inscrit ensuite à Harvard pour y étudier l'écriture scénaristique sous la tutelle de George Pierce Baker (en). Il écrit The Head of the Family, pièce jouée au Club dramatique d'Harvard en 1912. Il travaille ensuite pendant un an au Bijou Theatre, en tant qu'assistant metteur en scène. Sa pièce The Man in the Manhole y remporte une compétition.

### Carrière
Il apparaît pour la première fois en tant qu'acteur à Broadway dans The Misleading Lady en 1913. Tout en jouant différentes pièces à New York, il continue d'écrire. Sa première pièce originale en tant que scénariste est The Fall Guy, film réalisé par Leslie Pearce en 1925. Il travaille à Hollywood en tant que scénariste et réalisateur, tout en continuant sa carrière théâtrale. En 1930, il est nommé pour l'Oscar du meilleur scénario adapté pour sa participation à l'écriture de À l'Ouest, rien de nouveau (All Quiet on the Western Front) réalisé par Lewis Milestone.
Plusieurs personnalités ont, au début de leur carrière, croisé la route de George Abbott, parmi lesquelles Desi Arnaz, Gene Tierney, Betty Comden, Adolph Green, Leonard Bernstein et Jule Styne.
Abbott gagne rapidement une réputation d'astucieux « réparateur de pièce ». En effet, il est souvent appelé à la rescousse pour remettre sur pied une pièce qui éprouve des difficultés. Il fait partie de l'American Theatre Hall of Fame (en).

### Vie privée
Abbott épouse sa première femme, Ednah Levis, en 1914. Ensemble, ils ont une fille, Judith, qui deviendra actrice et se maria, en 1946, avec l'acteur Tom Ewell. Ednah meurt en 1930 et Abbott se remarie en avril 1946 avec Mary Sinclair (en). Le couple divorce en 1951. Enfin, le 21 novembre 1983, âgé de 96 ans, il épouse Joy Valderrama.
En 1965, le théâtre de la 54e rue est rebaptisé, en son honneur, le George Abbott Theater. Le bâtiment est rasé en 1970. Une rue de New York (George Abbott Way) est également baptisée en son honneur.
4 mois et 3 semaines avant son 108e anniversaire, Georges Abbott meurt d'un accident vasculaire cérébral à Miami Beach.

## Filmographie

### comme scénariste
- 1925 : The Fall Guy
- 1926 : Love 'Em and Leave 'Em
- 1928 : La Prison du cœur (Four Walls)
- 1929 : Les Deux Corbeaux (Why Bring That Up?)
- 1929 : Les Voltigeurs de l'espace
- 1930 : À l'Ouest, rien de nouveau (All Quiet on the Western Front)
- 1930 : Une belle brute (Manslaughter)
- 1930 : The Sea God
- 1931 : Der Sprung ins Nichts
- 1931 : Stolen Heaven
- 1931 : À mi-chemin du ciel d'Alberto Cavalcanti
- 1931 : Secrets of a Secretary
- 1931 : My Sin
- 1932 : Halvvägs till himlen (sv)
- 1938 : Broadway (Téléfilm)
- 1942 : Broadway, de William A. Seiter
- 1967 : Cette satanée Lola (Damn Yankees!) (Téléfilm)

### comme réalisateur
- 1918 : The Impostor
- 1929 : The Carnival Man (en)
- 1929 : The Bishop's Candlesticks
- 1929 : Les Deux Corbeaux (Why Bring That Up?)
- 1929 : Les Voltigeurs de l'espace (Half Way to Heaven)
- 1930 : Une belle brute (Manslaughter)
- 1930 : The Sea God
- 1931 : Stolen Heaven
- 1931 : Secrets of a Secretary
- 1931 : My Sin
- 1931 : The Cheat (en)
- 1940 : Too Many Girls
- 1957 : Pique-nique en pyjama (The Pajama Game), (co-réalisation Stanley Donen)
- 1958 : Cette satanée Lola (Damn Yankees!), (co-réalisation Stanley Donen)

### comme producteur
- 1930 : The Sea God
- 1931 : Stolen Heaven
- 1931 : Secrets of a Secretary
- 1931 : My Sin
- 1938 : Panique à l'hôtel (Room Service), de William A. Seiter
- 1938 : Brother Rat
- 1945 : L'Apprentie amoureuse (Kiss and Tell)
- 1945 : Snafu (en)
- 1957 : Pique-nique en pyjama (The Pajama Game), de lui-même et Stanley Donen
- 1958 : Cette satanée Lola (Damn Yankees!)

### comme acteur
- 1918 : The Impostor : Lem
- 1952 : The U.S. Royal Showcase : Host (January-April) (Série télévisée)